# Петер Бебер
Бебер Петер (нім. Peter Beber; XVII ст., Вроцлав — 1711) — королівський архітектор Яна ІІІ Собеського, що походив зі Сілезії та працював, зокрема, в Україні.

## Життєпис
Іноді його називали прусаком. Певний час був ключником краківського замку. У 1681 або 1683[джерело?]—1686 роках перебудував вежу ратуші у Кракові після пожежі 1680-го, що виникла внаслідок блискавки. Вежа отримала нове барокове[джерело?] завершення (за іншими даними, мала риси фламандського Відродження), що своєю чергою було розібране 1783 року внаслідок гниття. У Жовкві для короля Речі Посполитої Яна ІІІ Собеського проводив перебудову замку на барокову резиденцію, 1687 розпочав будівництво ратуші (не збереглась). Протягом 1685—1694 рр. для Собеського зводив палац-резиденцію в містечку Кукезові (нині Кам'янка-Бузького району Львівської області). У Львові займався реконструкцією вежі місцевої ратуші, після пожежі з відома Яна ІІІ Собеського відновив вежу Корнякта при Успенській церкві, яку надбудував четвертим ярусом і завершив бароковим шоломом. У 1690—1704 працював на відбудові палацу в Живці (тепер Сілезького воєводства).
Його дружиною була Катажина, а їх дітьми Анна (нар. 1686) і Тереса Анна (нар. 1689), яких охрестили у Вавельській катедрі.

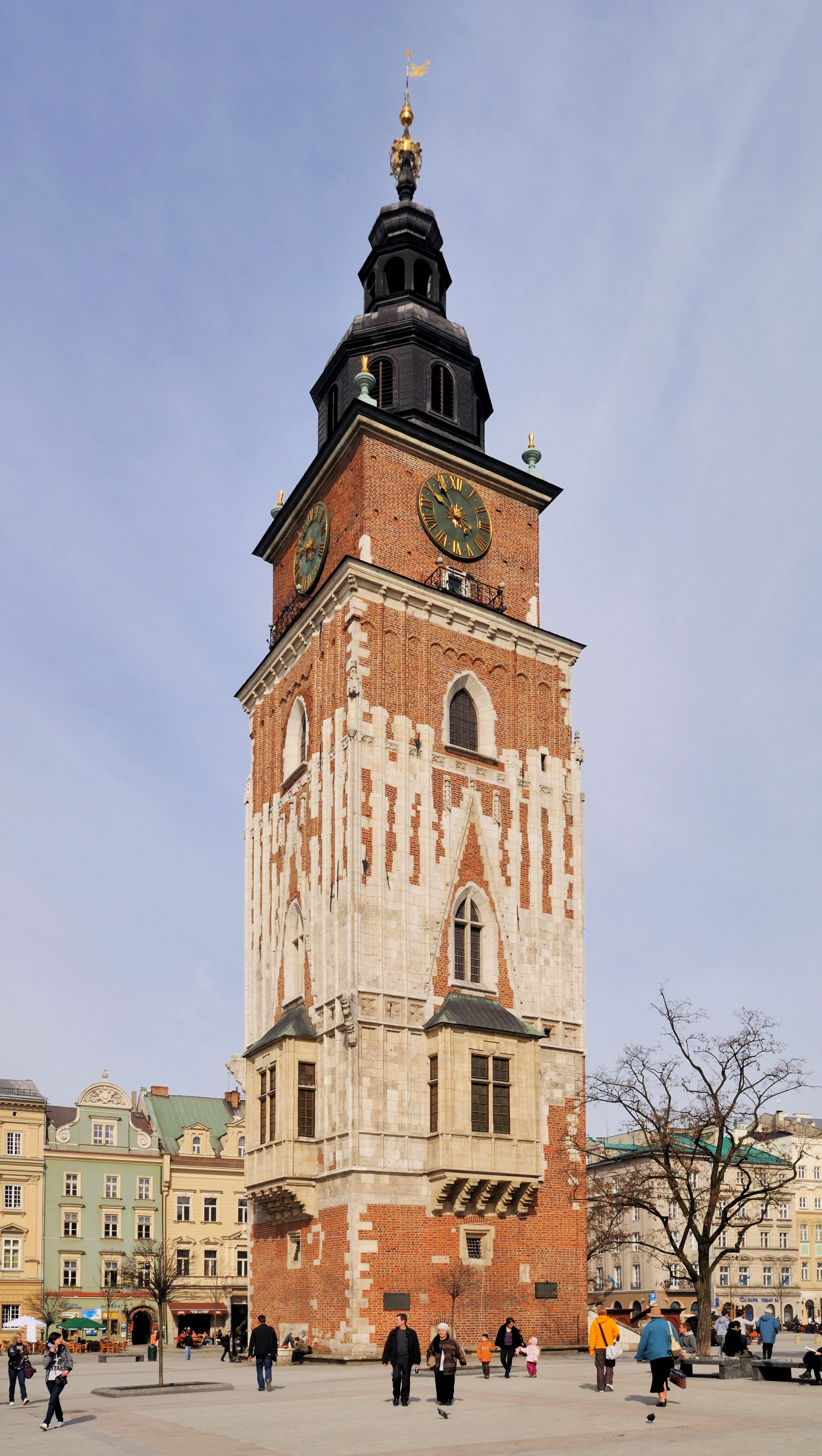
Вежа ратуші у Кракові після перебудови 1783 р.
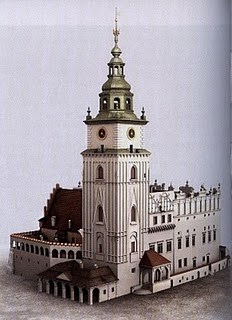
Макет ратуші у Кракові
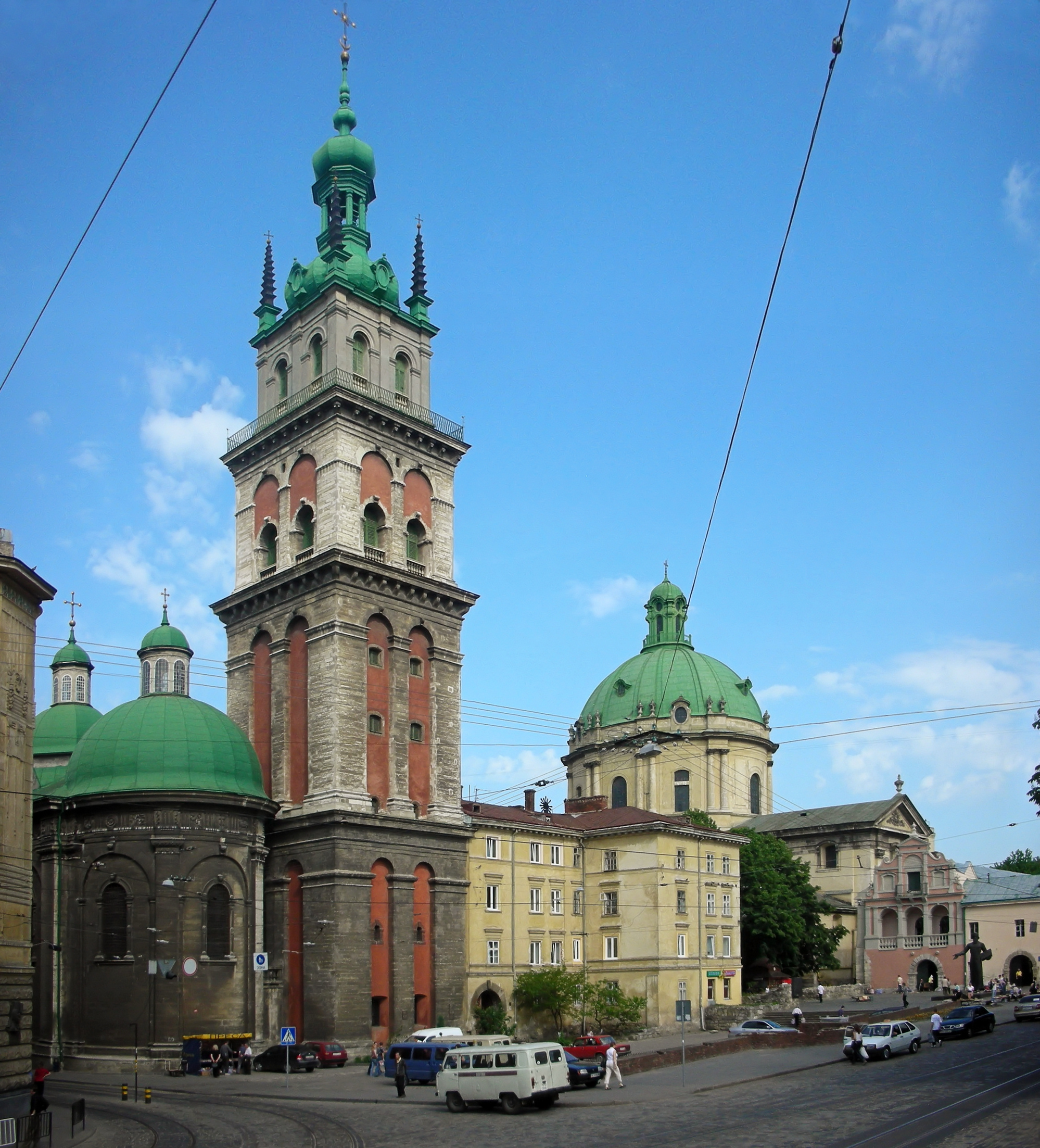
Вежа Корнякта і Успенська церква у Львові
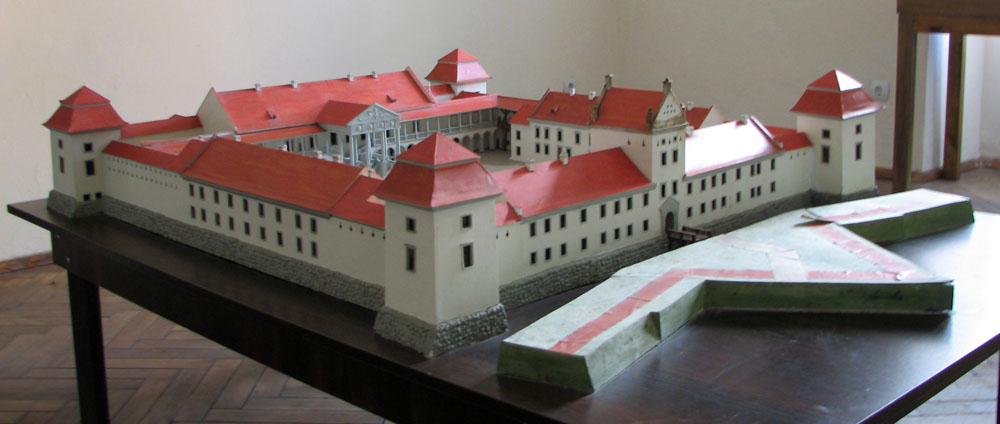
Реконструкція замку у Жовкві
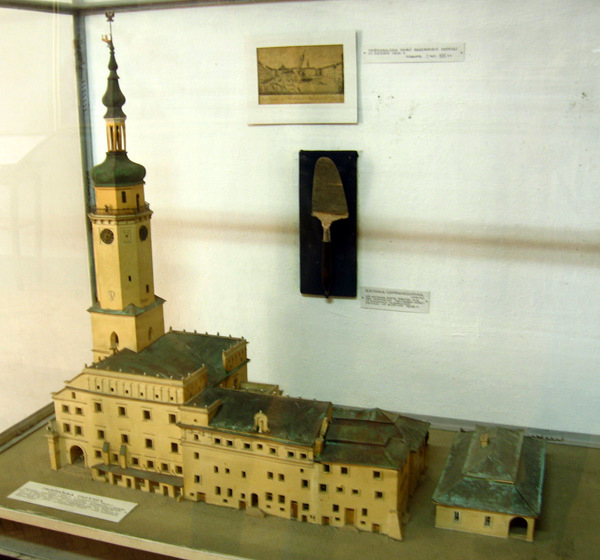
Макет львівської ратуші
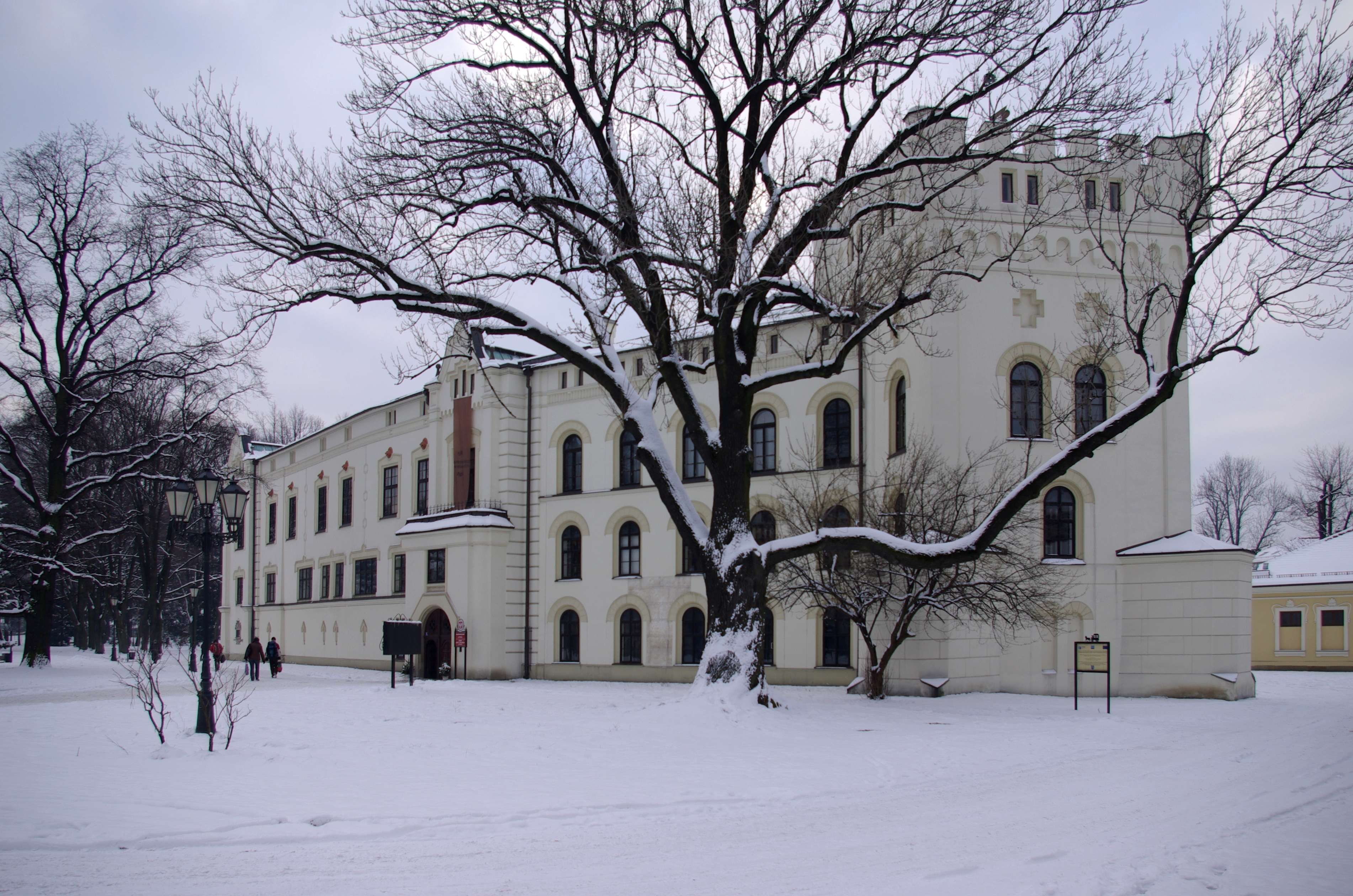
Старий замок у Живці
Ратуша у Жовкві на картині невідомого автора XIX ст.
Замок у Жовкві на кінець 17 ст. Автор Качор І. В.